# Alice Bah Kuhnke
Alice Bah Kunke (Malmö, Suecia, 21 de diciembre de 1971) es una política sueca que fue ministra de Cultura y Democracia de 2014 a 2019. Anteriormente había sido presentadora de televisión y fundadora del laboratorio de ideas Sektor3.
Fue elegida miembro del Parlamento Europeo en las Elecciones al Parlamento Europeo de 2019 por el Partido Verde de Suecia.

## Biografía
Bah pasó su infancia en Horda, a las afueras de Värnamo en la región de Småland, hija de madre sueca y padre gambiano. De pequeña fue scout y asistió al instituto Katedralskolan en Växjö donde a finales de los años 80 se convirtió en una de las mejores atletas en los 100 y 200 metros. En 1991 empezó a estudiar Ciencias políticas en la Universidad de Estocolmo, se licenció en 2005.

### Trayectoria en televisión
Su etapa televisiva se inició entre el 1992 como presentadora del programa de la televisión púplica sueca Sveriges Television Disneyklubben junto con Eva Röse y Johan Petersson. Un año más tarde y hasta el 1997 fue la presentadora, periodista y productora de Söndagsöppet entre otros programas. 
Entre el 1998 y 1999 condujo Alice Bah en  el canal TV4 donde entrevistó a los líderes de los principales partidos político en la campaña a las elecciones de 2002 junto con Lennart Ekdal. Durante dos veranos, el 2001 y el 2011, también participó en el canal P1 del Sveriges Radio. El 2002 con la jefa de prensa de la monarquía sueca, Elisabeth Tarras-Wahlberg, escribió el libro Victoria, Victoria! sobre la princesa Victoria de Suecia.

#### Programas de televisión
- 1992-1993 - Disneyklubben.
- 1993-1997 - Söndagsöppet.
- 1998-1999 - Alice Bah.
- 2018 - Livet på Dramaten.